# 이건용 (음악가)
이건용(1947년 9월 30일~)은 대한민국의 음악가 겸 작곡가이자 음대 교수 및 서양 고전 클래식 음악 교육인이다.
1947년 9월 30일, 소비에트 소련 군정 시대 북괴 말기 평안남도 대동군에서 태어난 이건용은 1948년 3월 초순, 생후 6개월 남짓 당시에 직계 일가족들과 함께 당시 삼팔도선(38선)을 넘어, 미군정 조선의 수도 서울로 월남하였으며, 성공회 목사 출신인 아버지의 영향으로 인하여, 음악을 어릴 적부터 접했다. 1958년 11월, 12세 때 작곡에 입문한 이건용은 서울예술고등학교와 단국대 음악학과, 서울대 음대, 독일 프랑크푸르트 음악대학원 등에서 공부하고 서울대 교수를 거쳐 한국예술종합학교에서 4대 총장을 역임하였고 1992년부터 작곡을 가르치고 있다.

## 학력
- 서울예술고등학교 졸업(1966년 2월)
- 단국대학교 음악학과 1학년 중퇴(1966년 8월)
- 서독 프랑크푸르트 대학교 음악학과 2학년 중퇴(1967년 8월)
- 서울대학교 음악대학 작곡과 학사(1973년 2월)
- 서독 프랑크푸르트 대학교 음악대학원 음악학 석사(1979년 9월)
- 서울대학교 대학원 음악학과 음악학 석사(1983년 2월)

### 명예 박사 학위
- 단국대학교 명예 음악학 박사(2006년 5월)

## 약력
- 2003년 : 프랑크푸르트도서전 주빈국 조직위원
- 2003년 : 안익태기념재단 이사장
- 2003년 : 한국작곡가협회 이사장
- 2003년 : 제25대 유네스코 한국위원회 문화분과 위원
- 2002년 : 한국예술종합학교 총장
- 2001년 : KBS국악관현악단 운영위원
- 1998년 : KBS교향악단 운영위원
- 1997년 : 환경운동연합 지도위원
- 1996년 : 합창단 음악이있는마을 음악감독
- 1994년 : 교육부 중앙교육심의회 교직분과의원회 위원
- 1992년 : 한국예술종합학교 교학처 처장
- 1992년 : 한국예술종합학교 음악원 작곡과 교수
- 1989년 : 민족음악연구회 대표
- 1988년 : 단국대학교 음악학과 객원교수(1988년 8월~1989년 2월)
- 1986년 : 서독 프랑크푸르트 요한 볼프강 괴테 대학교 음악학과 교환교수(1986년 9월~1987년 3월)
- 1983년 : 서울대학교 음악대학 작곡과 교수(1983년 8월~1992년 2월)

## 수상
- 1998년  금호문화재단 제15회 금호음악상
- 1996년  제7회 김수근문화상 공연예술상(음악부문)
- 1998년  한국 오페라 50주년 기념 콘서트